# Catarina Lundström
Catarina Lundström, född 21 juni 1959 i Jämtlands län, är en svensk travkusk, hästskötare och före detta travtränare. Hon har sin bas på en gård utanför Enköping och hennes hemmabana är Solvalla.
Hon är sambo med travtränaren Stefan Melander, med vilken hon driver Stall TZ. Största stjärnorna på hennes träningslista var halvbröderna Qahar Q.C. och Sir Q.C. Hon är dock inblandad även i sambons hästar och var till exempel skötare till stallets genom tiderna största stjärna Nuncio. Hon är även skötare till hästar som Milligan's School, Snowstorm Hanover och Evaluate.
Hon inledde sin travkarriär som hästskötare hos travtränaren Jan-Ivan Eriksson vid Östersundstravet. Hon vann lärlingspriset Guldklockan den 13 december 1984. Guldklockan var vid denna tid det största som man kunde vinna som lärling då det ännu inte fanns några V75-lopp eller serier för lärlingar.
I januari 2003 deltog hon i Prix d'Amérique på Vincennesbanan i Paris som både kusk och tränare till Com Hector. Ekipaget slutade oplacerade. Lundström blev i och med detta den andra kvinnan genom travhistorien att köra loppet (första kvinnan var Helen A Johansson 1995).
I december 2019 lämnade Lundström in sin proffstränarlicens.

## Segrar i större lopp
| År   | Lopp                                | Häst             | Kusk                | Grupp   |
| ---- | ----------------------------------- | ---------------- | ------------------- | ------- |
| 1995 | International Trot                  | His Majesty      | Stefan Melander     | Grupp 1 |
| 1996 | Gunnar Nordins Lopp                 | Keystone Sinatra | Jim Frick           |         |
| 1997 | Silverdivisionens final, aug        | Com Hector       | Jim Frick           |         |
| 1997 | Big Noon-pokalen                    | Happy Delvin     | Per Lennartsson     |         |
| 1997 | Sören Nordins Lopp                  | Happy Delvin     | Per Lennartsson     |         |
| 1998 | Silverdivisionens final, juli       | Com Hector       | Stefan Melander     |         |
| 1998 | Breeders' Crown, 3-åriga ston       | Rydens Randy     | Stefan Melander     | Grupp 1 |
| 2002 | Gulddivisionens final, maj          | Com Hector       | Jim Frick           | Grupp 2 |
| 2008 | Prix de Provence                    | Jodas Julia      | Dominiek Locqueneux |         |
| 2008 | Prix de Montier en Der              | Jodas Julia      | Dominiek Locqueneux |         |
| 2008 | Prix Emile Beziere                  | Jodas Julia      | Dominiek Locqueneux |         |
| 2009 | E.J:s Guldsko                       | S.J.'s Photocopy | Ulf Ohlsson         |         |
| 2009 | Gösta Nordins Lopp                  | Jodas Julia      | Per Lennartsson     |         |
| 2011 | Birger Bengtssons Minne             | Timetosaygoodbye | Johnny Takter       |         |
| 2012 | E3-final (korta), ston              | Mousse           | Örjan Kihlström     | Grupp 1 |
| 2012 | Gävle Stora Pris                    | Timetosaygoodbye | Örjan Kihlström     |         |
| 2014 | E3-final (långa), hingstar/valacker | Al Dente         | Örjan Kihlström     | Grupp 1 |
| 2014 | E3-final (korta), hingstar/valacker | Al Dente         | Örjan Kihlström     | Grupp 1 |
| 2015 | Fyraåringseliten                    | Al Dente         | Örjan Kihlström     | Grupp 2 |
| 2015 | Vinterfavoriten                     | Undine           | Örjan Kihlström     |         |
| 2018 | Klass I-final, april                | Sir Q.C.         | Ulf Ohlsson         |         |
| 2018 | Open Trot-Stayern                   | Qahar Q.C.       | Ulf Ohlsson         |         |